# ويليام سميث شو
ويليام سميث شو (بالإنجليزية: William Smith Shaw)‏ هو أمين مكتبة أمريكي، ولد في 12 أغسطس 1778 في هافر هيل في الولايات المتحدة، وتوفي في 25 أبريل 1826 في بوسطن في الولايات المتحدة.